# 托马斯·格鲁尔
托马斯·格鲁尔（德語：Thomas Gerull，1962年1月2日—），德国男子击剑运动员。他曾获得1990年世界击剑锦标赛男子重剑个人冠军。他也在1988年夏季奥运会获得男子重剑团体银牌。